# SCPC

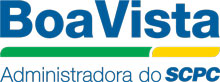
SCPC - Serviço Central de Proteção ao Crédito

O Serviço Central de Proteção ao Crédito ou também SCPC é um serviço administrado pela Boa Vista Serviços que provê aos seus clientes informações sobre inadimplência de pessoa jurídica e pessoa física a fim de garantir que o sistema de vendas a crédito possa tomar melhores decisões durante vendas e traçar estratégias de mercado.

## História
No ano de 1955, o fundador das "Casas Minerva Roupas Ltda." solicitou à Associação Comercial de São Paulo (ACSP) que esta se responsabilizasse pela centralização dos dados do comércio. Em 14 de outubro, deste mesmo ano a ACSP, em acordo com os lojistas criou o primeiro serviço de proteção ao crédito.
Inicialmente o serviço de consulta era realizado manualmente, através de fichas de registro, e cada consulta chegava a demorar cerca de 3 dias.
A partir de 1977 o serviço foi informatizado. O próximo passo foi o de concentrar as informações de todo o país. Dessa forma surgiu a Rede de Informação e de Proteção ao Crédito (RIPC), que mais tarde foi ampliada e formou a RENIC
Em 2010, foi criada a Boa Vista Serviços para realizar a gestão, modernização e ampliação dos serviços de proteção ao crédito, o SCPC.

## Dados
A base de dados tem abrangência em todo o Brasil através da Rede Nacional de Informações Comerciais (RENIC), da qual a Boa Vista Serviços é uma base centralizadora. Esta rede integra dados de associações comerciais e Câmaras de Dirigentes Lojistas do país. Os dados contidos nesta base possuem origem em cartórios de protestos, instituições financeiras e no próprio comércio.

## Serviços
Através dos balcões de atendimento do SCPC, os consumidores podem realizar consultas em seu CPF, obtendo por exemplo registros de débitos e títulos protestados.
A base de dados do SCPC é utilizada para levantar estatísticas que demonstram o comportamento dos consumidores e da economia.